# Émile Knecht
Émile Knecht (født 18. december 1923 i Zürich, Schweiz, død 4. maj 2019) var en schweizisk roer.
Knecht var med i den schweiziske firer med styrmand, der vandt sølv ved OL 1948 i London. Besætningen udgjordes desuden af Rudolf Reichling, Erich Schriever, Peter Stebler og styrmand André Moccand. Sølvmedaljen blev sikret efter en finale, hvor schweizerne kun blev slået af USA, mens Danmark fik bronze. Han deltog også ved OL 1952 i Helsinki i disciplinen dobbeltsculler.
Knecht vandt desuden en EM-guldmedalje i dobbeltsculler ved EM 1951 i Frankrig.

## OL-medaljer
- 1948:  Sølv i firer med styrmand